# Сургаевка
Сургаевка (укр. Сургаївка) — село, Шляховский сельский совет, Коломакский район, Харьковская область, Украина.
Код КОАТУУ — 6323281210. Население по переписи 2001 года составляет 3 (2/1 м/ж) человек.

## Географическое положение
Село Сургаевка находится в балке Сургаев Яр на расстоянии в 1 км от село Логвиновка, в 2-х км от реки Шляховая (левый берег).
На некоторых картах село помечено как нежилое.

## История
- 1775 — дата основания.